# Epirinus davisi
Epirinus davisi är en skalbaggsart som beskrevs av Clarke H. Scholtz och Henry Fuller Howden 1987. Epirinus davisi ingår i släktet Epirinus och familjen bladhorningar. Inga underarter finns listade i Catalogue of Life.